# Berzano di Tortona
Berzano di Tortona – miejscowość i gmina we Włoszech, w regionie Piemont, w prowincji Alessandria.
Według danych na styczeń 2010 gminę zamieszkiwało 166 osób przy gęstości zaludnienia 57 os./1 km².